# Csete Balázs
Csete Balázs (Jászkisér, 1893. március 15. – Jászkisér, 1958. február 24.) magyar etnográfus, rajztanár.

## Életpályája
Édesapja csizmadiaként dolgozott, majd miután családja Szolnokra költözött, vasúti fékező, később malommunkás lett.
Csete Balázs Szolnokon végezte elemi és a polgári iskolai tanulmányait. Elvégezte a kiskunfélegyházi tanítóképzőt, majd a budapesti Képzőművészeti Főiskola rajztanári szakára iratkozott be. A szünidőket a Szolnoki Művésztelep nyári tanfolyamain töltötte, ahol megismerkedett az ottani alkotók munkáival. Ekkor határozta el, hogy a művészeteknek szenteli életét. Eleinte festőnek készült, azonban az első világháború keresztülhúzta számításait, bevonult katonának. 1915. május 1-jén hadifogságba került, Turkesztánba, majd Moszkvába került, végül csak 1920-ban térhetett haza.
Ezután tanárként kezdte meg pályafutását, 1921-ben szerezte meg polgári iskolai rajztanári oklevelét.
Miután tanulmányait befejezte, művészi pályára akart lépni, mivel azonban édesapja megrokkant, az ő megsegítéséért vállalta el a tanári állást a csepeli polgári iskolában, ahol közel 25 évig oktatta a diákokat a rajz és a népi kultúra megbecsülésére. Egyidejűleg rajzait és festményeit kiállításokon is bemutatták.
A magyar néprajz kutatásával az 1920-as évek második felében kezdett el foglalkozni, több rajzát közölték az 1930-as évek néprajzi és népművészeti kiadványai. A Néprajzi Múzeumban őrzött erdélyi és jászsági színezett és tusrajzainak száma közel ezerre tehető. Munkája során kapcsolatba került a kor vezető néprajzkutatóival is.
1930-ban az Egyetemi Nyomda és a Néprajzi Múzeum által meghirdetett néprajzi pályázat kiemelt első díját nyerte el. Szakmai tevékenységére való tekintettel Ortutay Gyula javasolta őt 1950-ben a Jászberényi Múzeum megüresedett igazgatói állására, azonban nem járt sikerrel.
1942-ben adódott a lehetőség, hogy Kalotaszegen néprajzi gyűjtést folytasson, ekkor már a rajzok készítésén és adatolásán túl egy-egy témakör teljes és szöveges feldolgozásával is foglalkozott. A legapróbb részletekre is kiterjedő rajzvázlatot készített az utcaajtókról és a fejfákról. A fafaragás vizsgálatáról és a népszokások, a népi vallásosság, a temetés témaköréből is gyűjtött adatokat. Nyárszót választotta a kutatás központjának, többnyire gyalog járt át innen a szomszédos falvakba. A második világháború miatt azonban félbe kellett hagynia gyűjtőútjainak folytatását, 1944-ben menekülésre kényszerült.
1945 előtt számos könyve látott napvilágot, ezekben vizsgálta a néphagyomány és a népművészet feltárásának és a mindennapi életbe való eljuttatásának lehetőségeit.
1948-ban Jászárokszállásra került, majd 1949 őszén visszaköltözött szülőfalujába, Jászkisérre, rajzot tanított a helyi általános iskolában. 1953-ban egyéves szabadságot kapott, hogy gyűjtőmunkáját folytatni tudja. Kapcsolatban állt a Néprajzi Múzeummal és a Népművelési Intézettel, egyhamar rövid idő leforgása alatt gazdag és a néprajztudomány számára rendkívül értékes néprajzi anyagot sikerült feltárnia. Jászkiséri tartózkodása során a szülőfalujáról és a környékbeli jászsági településekről több száz rajzot készített. 1955-ben vonult nyugdíjba, „kiváló tanár” kitüntetést kapott élete munkájáért. Nyugdíjba menetelét követően a szolnoki Damjanich János Múzeumban dolgozott mint Kaposvári Gyula munkatársa. Egészen haláláig folytatta a néprajzi gyűjtést és a rajzolást.
1958. február 24-én hunyt el, február 26-án a református templomban ravatalozták fel. A község lakossága elkísérte őt utolsó útjára a jászkiséri református temetőben.

## Emlékezete
1992-ben Budapest XXI. kerületében a korábbi Ligeti Károly utcát a tiszteletére Csete Balázs utcára keresztelték át; ugyanitt, Csepelen gimnáziumot neveztek el róla. Jászkiséren az általános iskola és a helytörténeti gyűjtemény viseli a nevét.

## Művei
- Faluról-falura, házról-házra (Szerzői Kiadás, 1940)
- Örök forrásoknál (Budapest: [Paulovits Ny.], 1942)